# 包溥
包溥（1456年—？），字民敬，鄞縣人，明朝政治人物，弘治庚戌進士。

## 生平
成化十九年（1483年）癸卯科浙江鄉試第三十一名舉人。弘治三年（1490年）中式庚戌科會試第一百四十八名，三甲第二十六名進士。正德元年（1506年），担任泉州府知府，为官清廉。

## 家族
曾祖包文助；祖父包甸；父包鑑，前母何氏；母胡氏。慈侍下。兄包澄；包澤，贡士；包濟；包浩。弟包瀚；包涣；包滋；包沂，监生；包治；包潭。